# Кантабрийские горы
Кантабри́йские го́ры (исп. Cordillera Cantábrica, астур. Cordelera Cantábrica) — горная система на севере Пиренейского полуострова, простирающийся вдоль Бискайского залива на 500 км от западного края Пиренеев (Страна Басков) до границы Галисии. Хребет проходит по территории испанских провинций Кантабрия, Астурия и Кастилия-Леон. Высшая точка — гора Торре-де-Серредо (2648 м).
Кантабрийские горы используются для пешеходного туризма и скалолазания. Также есть горнолыжные курорты Альто-Камро, Валгранде-Пахарес (исп. Valgrande-Pajares), Мансанеда (исп. Manzaneda) и Фуэнтес-де-Инвьерно (исп. Fuentes de Invierno).

## География
Кантабрийские горы являются орографическим и тектоническим продолжением Пиренеев и вытянуты с востока на запад. С севера горы круто обрываются к заливу, их склоны сильно расчленены речными долинами и ущельями. Южная часть гор, обращённая к Месете, довольно пологая. Западная граница хребта определяется долиной реки Миньо, её притоком Сил и маленьким притоком Сила, рекой Кабрера. Кантабрийские горы разделяются на несколько хребтов, в том числе хребет Пики Европы.
Более высокая западная часть хребта (средняя высота около 2 тыс. м) сложена палеозойскими кварцитами, мраморами и известняками, восточная часть — более низкая (высота 1000—1500 м) и состоит из мезозойских известняков, песчаника и доломитов. В горах имеются месторождения каменного угля, железных и полиметаллических руд.
На юг, в сторону провинции Кастилия и Леон с гор стекает несколько крупных рек, в том числе Эбро. Ширина Кантабрийской горной цепи увеличивается при движении на запад с 60 км до 115 км.
Кантабрийские горы чётко отделяют Зелёную Испанию на севере от аридного центрального плато. На северных склонах гор выпадают многочисленные осадки, в то время как южные склоны находятся в дождевой тени.
Небольшой отрог Сьерра-де-Анкарес отходит на юго-запад от основной цепи и формирует естественную границу между Галисией и провинцией Леон. На востоке к Пиренеям отходят Баскские горы.

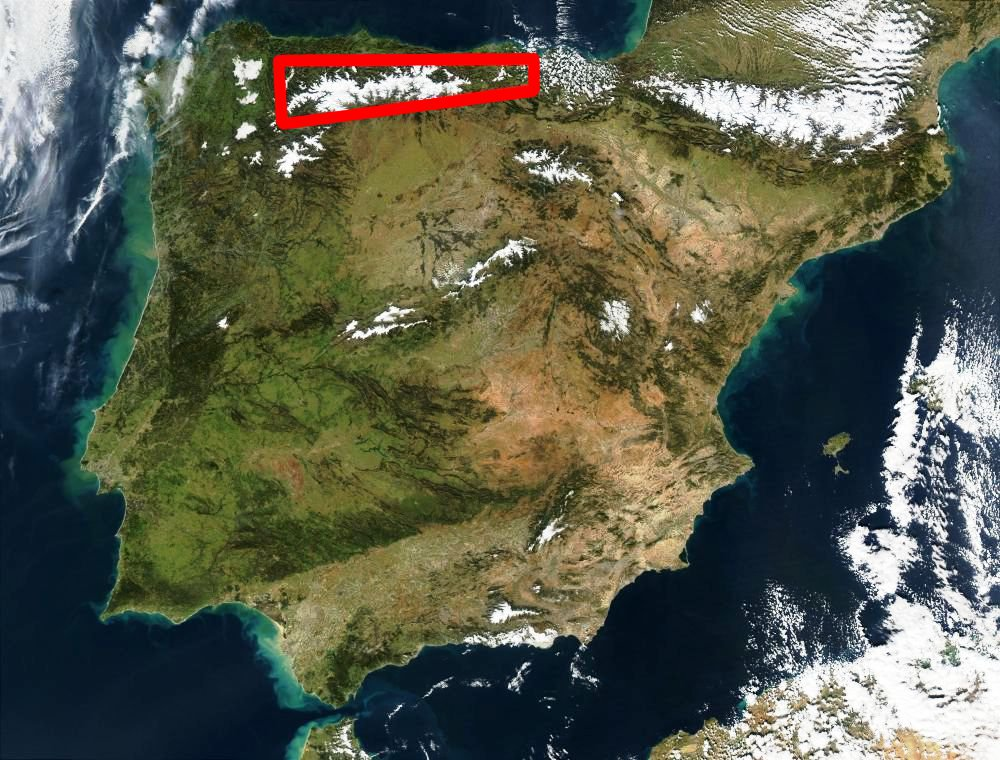
Положение Кантабрийских гор на севере Испании отмечено красной рамкой.
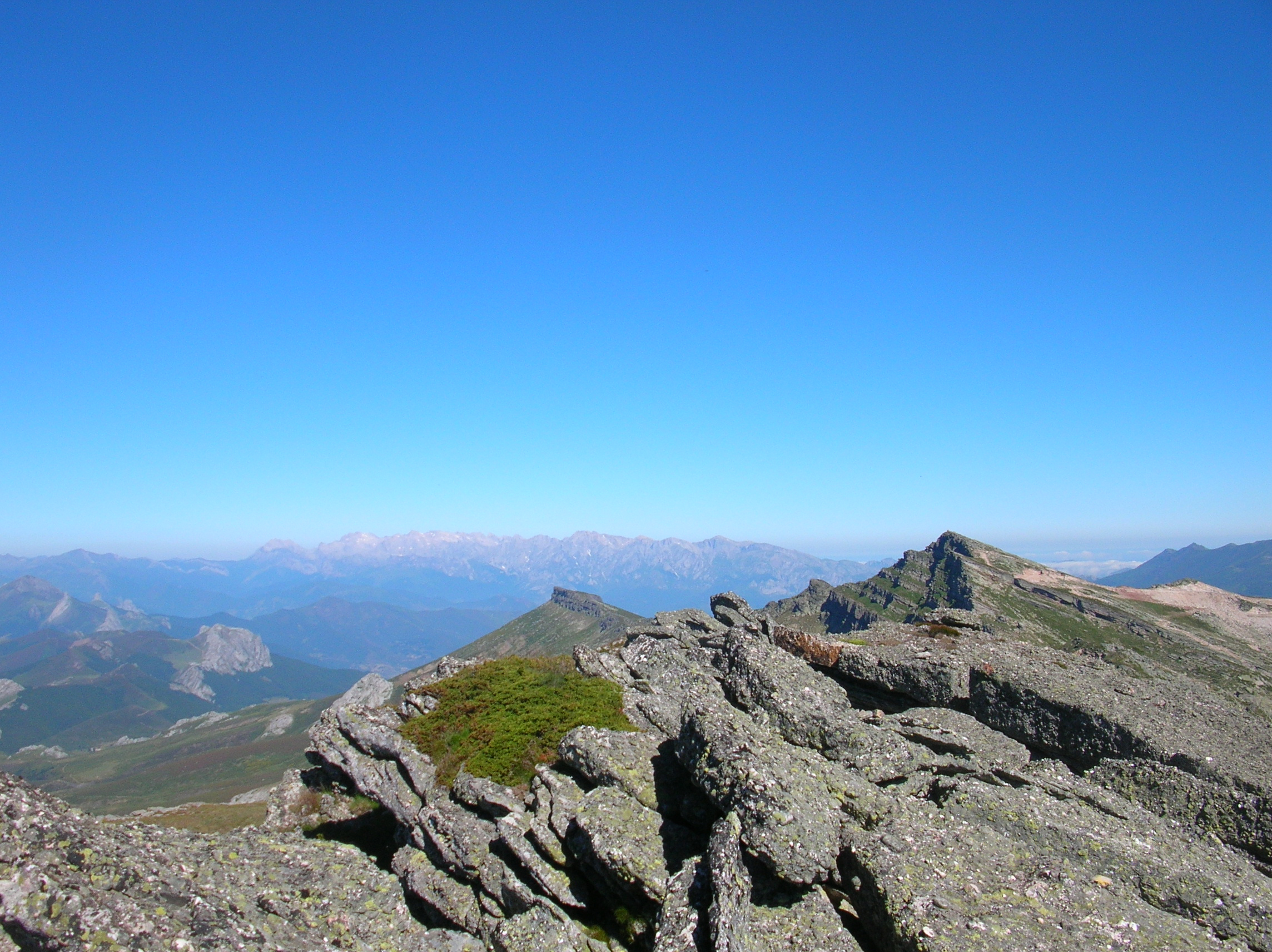
Пико-Трес-Марес (2175 м) и Пенья-Лабра (2018 м)

## Экология, флора и фауна
Влажные северные склоны покрыты лесами (дуб, бук, каштан и сосна), южные — вечнозелёными и листопадными кустарниками. Выше 1600—1800 м находятся альпийские луга.
Среди животного мира — иберийский волк, пиренейский козёл, а также кантабрийский бурый медведь и обыкновенный глухарь.
Горная цепь Кантабрийских гор включает в себя национальный парк Пикос-де-Эуропа, включённый ЮНЕСКО во Всемирную сеть биосферных резерватов.